# Pectiniunguis chazaliei
Pectiniunguis chazaliei är en mångfotingart som först beskrevs av Henri W. Brölemann 1900.  Pectiniunguis chazaliei ingår i släktet Pectiniunguis och familjen småjordkrypare.
Artens utbredningsområde är Colombia. Inga underarter finns listade i Catalogue of Life.